# Sarunga calida
Sarunga calida là một loài bướm đêm trong họ Noctuidae.